# Rouille blanche des crucifères
La rouille blanche des crucifères est une maladie fongique qui affecte diverses espèces de plantes de la famille des Brassicaceae (crucifères), causée par Albugo candida, pseudochampignon oomycète de la famille des Albuginaceae.
Cette maladie se manifeste par l'apparition de nombreuses pustules blanches de 2 à 3 mm de diamètre, qui se développent sous l'épiderme, d'abord à la face inférieure des feuilles. Ces pustules apparaissent sur toutes les parties aériennes de la plante : feuilles, pétioles, tiges.
D'autres symptômes apparaissent quand la maladie se développe : chlorose, nécrose, et enroulement des feuilles, défoliation, gonflement et déformation des tiges et des fleurs, retard de croissance. 
La rouille blanche des crucifères peut infecter de nombreuses crucifères cultivées, telles que chou, chou-fleur, chou de Bruxelles, navet, radis, roquette, chou chinois, chou japonais, bok choy, ou moutarde Mizuna. Cependant, les dégâts n'ont un réel impact économique que pour les cultures chez lesquelles ce sont les feuilles qui constituent le produit commercialisé.